# 스페인 문학

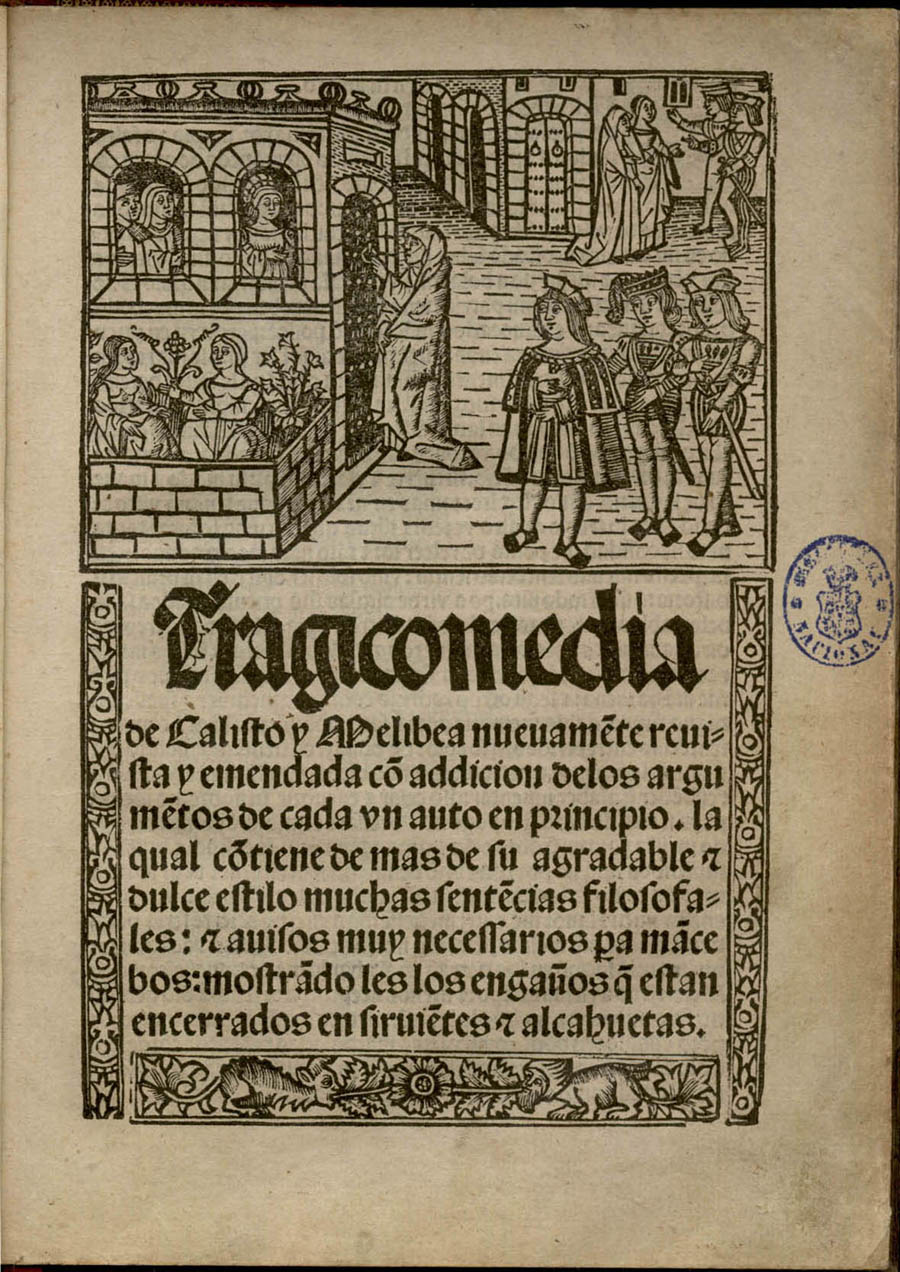
라 셀레스티나

스페인 문학의 기원은 카스티야 왕국을 거점으로 하여 12세기부터 시작된다. 8세기 초에 이베리아반도에 침입한 무어인들을 축출하기 위하여 800년이나 소위 재정복전(再征服戰)을 벌였는데 이동안에 카스티야 왕국이 중추적 역할을 하면서 국토통일의 성업을 완수했던 것이다. 이로 인해서 카스티야어(語)가 에스파냐어의 동의어가 되었고, 또한 '카스티야' 문학이 에스파냐 문학의 대명사가 되었던 것이다. 이리하여 12세기 초에 최초로 나타난 카스티야 문학, 즉 에스파냐 문학은 무어인과의 싸움을 영웅적으로 노래한 서사시 <나의 시드의 노래>(작자 미상)를 그 시발점으로 하였다. 13세기에 와서는 성직자 곤잘로 데 베르세오가 시인으로서 에스파냐 문학사에 최초로 그 이름을 나타내고 있다. 그 뒤를 이어 14세기에는 후안 루이스가 <아름다운 사랑의 서(書)>를, 로페스 데 아얄라가 <왕국의 시>를 각각 써서 에스파냐 문학의 터전을 굳건히 했다.
15세기에 들어서면서 그 뒤 문예부흥기를 맞이했다. 가르실라소 데 라 베가가 서정시인으로서 불멸의 시작들을 남겼고 유명한 희곡체 소설 《라 셀레스티나》(작자 페르난도 데 로하스)도 이때 햇빛을 보았다. 《라 셀레스티나》는 에스파냐 민중의 도덕적 기질을 잘 표현한 작품이라 하겠다.

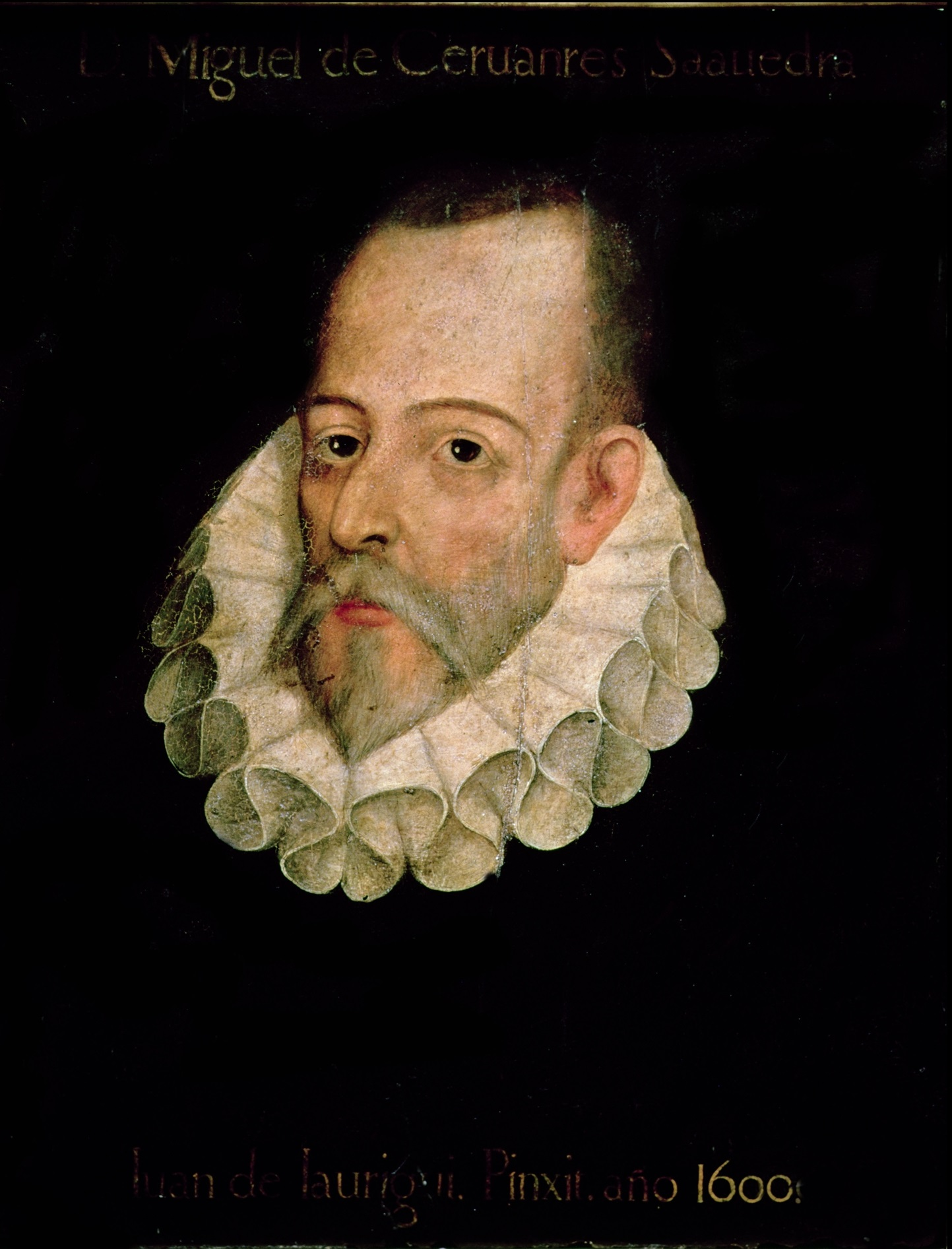
세르반테스

16세기와 17세기는 르네상스와 겹치면서 에스파냐 문학사상 '황금세기'라 불릴 만큼 그 문학은 전성기에 달했다. 시에서는 공고라, 에레라 같은 불세출의 대시인들이 배출되었고 희곡에는 무려 2200여 편의 작품을 발표한 자연의 괴물 로페 데 베가를 위시하여 돈 후안을 창조한 티르소 데 몰리나, 에스파냐의 셰익스피어라고 불리는 칼데론 등이 있다. 그러나 무엇보다도 황금세기를 더욱 빛나게 한 것은 《돈키호테》라는 특이한 인물이 세르반테스에 의해 창조되었다는 사실이다. 《돈키호테》는 르네상스시기와 맞물려 철학적 근대성을 잘 보여준다. 그 외에도 세계문학사에 크게 영향을 끼친 피카레스크 소설(惡人小說)도 이때에 나타났으며, 피카레스크 소설의 대표작인 《라사릴료 데 토르메스의 일생》(작자 미상)는 지금까지도 널리 애독되고 있다. 또 이때에 신비주의 문학도 크게 발달하였는데 성녀(聖女) 테레사, 성(聖) 후안 데라 크루스 등이 크게 이름을 남기고 있다.
황금세기가 물러간 다음 18세기에 들어서면서부터 에스파냐 문학은 명실공히 쇠퇴기를 맞이했다. 정치 문화를 비롯하여 문학 등이 철저할 만큼 프랑스 문학의 영향을 받았기 때문에 주체성이라곤 찾아 볼 수가 없었다. 이리하여 19세기가 들어서면서 낭만주의의 물결이 밀어닥치자 에스파냐 문학은 재빨리 주지적(主知的)인 고전주의, 다시 말해서 신고전주의를 탈피하고 자아를 부르짖으면서 격렬한 감정 속으로 뛰어 들었다. 《돈 알바로 또는 운명의 힘》을 쓴 낭만파의 거두 앙헬 데 사아베드라를 위시하여 에스파냐의 바이런이라고 불리는 에스프론세다 등이 문학적 기적을 행동으로 옮기면서 한때를 풍미했다.
그러나 19세기 중엽에 이르자 그 시대의 과학 만능주의의 영향을 받은 사실주의 문학이 성행했다. 국민소설의 창시자인 페레스 갈도스를 위시하여 후안 발레라, 로페스 데 아얄라, 페드로 안토니오 데 알라르콘 등이 에스파냐 소설의 황금탑을 이룩하였다. 시에서는 구스타보 아돌포 베케르가 서정시로서 불멸의 명성을 남기었다. 이때에 자연주의 문학도 파르도 바산, 팔라시오 발데스 등에 의해 에스파냐에 소개되었으나 크게 환영받지는 못하였다. 그 까닭은 감정이 강한 에스파냐인(人)들에게 자연주의 문학 같은 것이 생리에 맞지 않았기 때문이다.
20세기에 들어서자 두 조류의 문학운동이 일어났다. 즉 '모더니즘'(근대주의)과 '98년 사조(思潮)'이다. 모더니즘은 니카라과의 출신인 루벤 다리오에 의해 일어난 것으로서 개성의 우위성과 이를 추구하는 순수한 문학운동인데 반해 '98년 사조'는 예술과 사상 방면에 걸쳐 당시의 정치적 쇠퇴기에 처해 있던 에스파냐의 비운을 극복하기 위한 애국운동이라 할 수 있겠다. 우나무노, 오르테가 이 가세트, 아소린 등은 철학자로서 '98년 사조' 운동의 중추적인 역할을 했다. 이때에도 뛰어난 소설가들이 배출되었는데 《묵시록의 네 기사》의 작자 블라스코 이바네스를 비롯하여 피오 바로하, 발레 인클란 등의 이름을 들 수 있다. 그리고 희곡부분에서는 1905년도 노벨문학상 수상자인 에체가라이와 1922년 노벨문학상 수상자인 하신토 베나벤테가 각각 극작가로서 뛰어난 솜씨를 보였으며 시에서는 안토니오 마차도, 로르카, 후안 라몬 히메네스(1956년 노벨문학상 수상자)가 전통적인 에스파냐의 서정시를 아름답게 가꾸어 놓았다.

에스파냐 내란(1936-1939)은 에스파냐 문학사에 있어서 하나의 커다란 분수령을 이루어 놓았다. 전후에 나타난 작가들은 '98년 사조'에 속하는 작가들이 보여준 열의와 역량에는 불급하지만 그러나 장래가 촉망되는 우수한 재질을 많이 보여주고 있다. 그 중에서도 카밀로 호세 셀라는 전후의 참담한 모습을 그린 《파스쿠알 두아르테의 가족》을 통하여 확고한 위치를 차지하였다. 그의 작품들은 각국어로 번역되어 널리 애독되고 있는데 평론가들은 셀라를 전후의 가장 중요한 작가라는 데 의견을 모으고 있다. 여성 작가인 카르멘 라포레트는 <나다(아무렇지도 않다)>라는 작품을 24세에 발표하여 문단을 놀라게 하였고, 그 외에도 안나 마투테, 미겔 델리베스 등이 각각 작가로서 확고한 위치를 차지하고 있다. 희곡에서는 알레한드로 카소나를 첫째로 손꼽을 수 있겠고, 시에서는 헤라르도 디에고, 알레익산드레, 다마소 알론소 등이 있다. 그런데 특기할 것은 전후에 속하는 작가들은 두 가지 부류로 구분할 수 있다는 것이다. 즉 국내파와 해외파이다. 국내파는 대부분이 전후에 문학활동을 한 이들이고 해외파는 전전(前戰)에 작가생활을 하다가 내란을 통하여 해외로 망명한 자들이다. 국외로 망명한 작가들은 계속하여 망명지에서 작품활동을 계속했는데 대표적으로 소설가 프란시스코 아얄라와 라몬 센데르, 극작가 알레한드로 카소나 등을 들 수 있다.

## 같이 보기
- 라틴아메리카 문학
- 아랍 문학